# روبرت بيكروفت
روبرت ستيفن بيكروفت هو دبلوماسي أمريكي. وقد شغل منصب سفير الولايات المتحدة لدى مصر منذ مايو عام 2014. وفي وقت سابق، كان سفير الولايات المتحدة لدى العراق 

## سيرة حياته
روبرت بيكروفت حاصل على ليسانس من جامعة بريغام يونغ ودرجة الدكتوراة في القانون من جامعة كاليفورنيا، بركلي. وهو عضو في كنيسة يسوع المسيح لقديسي الأيام الأخيرة، وعمل كمبشر مورموني (مسيحي) في فنزويلا. ومارس المحاماة في مكتب سان فرانسيسكو التابع لشركة تعمل بالقانون الدولي.
انضم إلى السلك الدبلوماسي للولايات المتحدة في عام 1994. والتحق بمنصب في واشنطن العاصمة كمساعد تنفيذي لاثنين من وزراء الخارجية الأَمريكيين، كولن باول وكوندوليزا رايس، ومساعد خاص لنائب وزير الخارجية. وقد تقلد أيضا مناصب أخرى في الأمانة التنفيذية لوزارة الخارجية الأميركية ومكتبها لشؤون الشرق الأدنى. خارج الولايات المتحدة، خدم بيكروفت في سفارات الولايات المتحدة في عمان والرياض ودمشق. وشغل منصب سفير الولايات المتحدة لدى المملكة الأردنية الهاشمية في الفترة من أغسطس 2008 وحتى يونيو 2011 م.
انضم إلى السفارة الأمريكية في بغداد كنائب رئيس البعثة الأمريكية في 14 يوليو، 2011. وأصبح القائم بالاعمال بعد رحيل السفير جيمس جيفري في 1 يونيو 2012. وفي 11 سبتمبر 2012، أعلن المكتب الصحفي للبيت الأبيض أن الرئيس باراك أوباما قد رشح السيد بيكروفت في مجلس الشيوخ الأميركي كسفير الولايات المتحدة الأمريكية لدى العراق خلفا للسفير جيفري في أعقاب سحب ترشيح بريت ماكجورك. وقد صدق مجلس الشيوخ على ترشيحة في 22 سبتمبر، أدي اليمين الدستورية في 9 أكتوبر، 2012. وهو حاصل على وسام شرف «الاستحقاق الأعلى المتميز» لوزارة الخارجية الأميركية في أبريل 2011 وحصل على جائزة الدبلوماسية في حقوق الإنسان.

## حول ترشيحه
ترشيح بيكروفت وتثبيته جاء في لحظة مشحونة بالتوتر في العلاقات بين الولايات المتحدة ومصر بعد انقلاب 2013 في مصر.وكان مسؤولون أمريكيون انتقدوا مرارا الحكومة المؤقتة التي يدعمها الجيش على غلظتها في التعامل مع الخصوم ولاسيما أولئك المرتبطين بجماعة الإخوان المسلمين المحظورة بعد الانقلاب العسكري وعلى السماح للمحاكم بإصدار أحكام الإعدام على مئات من المعارضين. وكان من المتوقع أن ترشح حكومة أوباما روبرت فورد الذي كان كبير الدبلوماسيين الأمريكيين في الأزمة السورية لمنصب السفير في القاهرة لكن مسؤولين أمريكيين قالوا إن الحكومة المصرية أشارت إلى أنهم يرون فورد مقربا من الأحزاب الإسلامية في الشرق الأوسط.
وآواخر أبريل 2014 قررت الولايات المتحدة رفع الحظر الجزئي الذي فرضته على المساعدات العسكرية لمصر -بعد الانقلاب العسكري- وأعلنت وزارة الدفاع (البنتاغون) تسليمها عشر مروحيات آباتشي، وأعقب ذلك زيارة وزير الخارجية المصري نبيل فهمي إلى واشنطن.
و في نفس يوم توليه منصبه 9 مايو 2014، دعا رئيس الوزراء الإسرائيلي السابق إيهود باراك الولايات المتحدة إلى دعم المرشح الرئاسي في مصر عبد الفتاح السيسي خلال مرحلة الانتخابات وعدم انتقاده بشكل علني، وتأجيل أي اختلافات معه إلى ما بعد توليه السلطة. كما قال باراك في كلمة ألقاها أمام معهد واشنطن لسياسات الشرق الأدنى إنه «يتعين على الولايات المتحدة في بعض الأحيان التنازلُ عن قيم الدفاع عن الحرية والديمقراطية بهدف حماية مصالحها». وأضاف أنه شعر بالفرح بعد أن تدخل الجيش واعتقال (الرئيس المعزول) محمد مرسي وإخراج (الرئيس المخلوع) حسنى مبارك من السجن.